# Fraunhofer-Institut für Experimentelles Software Engineering IESE

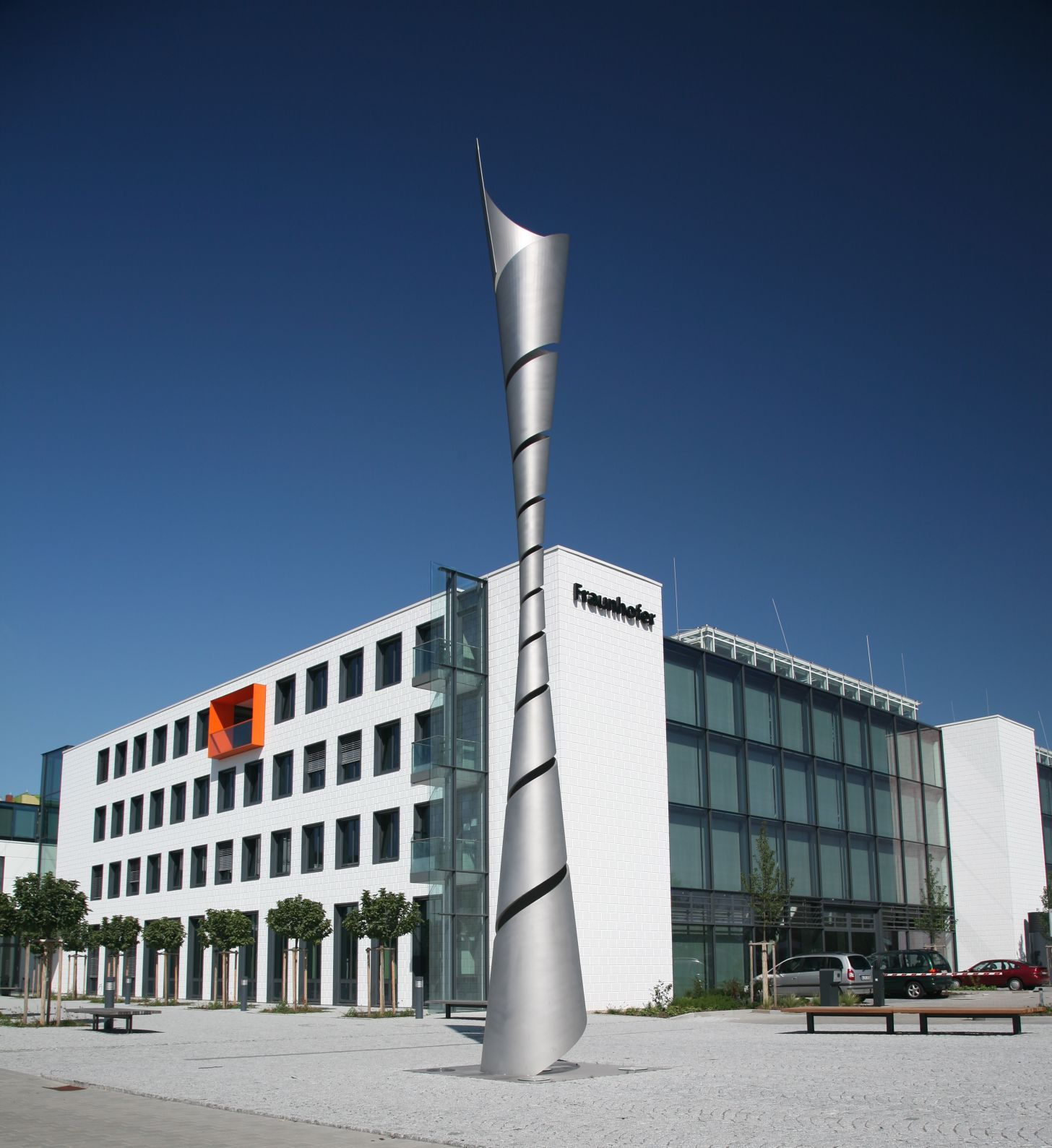
Fraunhofer-Zentrum Kaiserslautern

Das Fraunhofer-Institut für Experimentelles Software Engineering IESE in Kaiserslautern ist eine  Forschungseinrichtung auf dem Gebiet des Software- und Systems-Engineerings sowie des Innovation Engineerings.
Das Fraunhofer IESE unterstützt bei der Bewältigung von Herausforderungen in  „Automotive & Mobility“, „Production“, „Digital Business“, „Smart City & Smart Region“ sowie „Smart Farming“ und „Digital Healthcare“. In über 2.000 Projekten hat das Institut Forschung in nachhaltige Unternehmenspraktiken und innovative Produkte transferiert, wobei aktuell der Fokus auf den Themen „Digitale Ökosysteme“, „Dependable AI“, „Digitaler Zwilling / Virtual Engineering“ und „Systemmodernisierung“ liegt.
Das Fraunhofer IESE ist eines von 76 Instituten und Einrichtungen der Fraunhofer-Gesellschaft. Zudem ist das Fraunhofer IESE Kooperationspartner mit der Rheinland-Pfälzischen Technischen Universität Kaiserslautern-Landau.

## Forschungsschwerpunkte und Engineering-Disziplinen

### Forschungsschwerpunkte
- Digitale Ökosysteme – Mehrwert durch neue Geschäftsmodelle
- Dependable AI – Ganzheitliches Engineering zuverlässiger KI-Systeme
- Digitaler Zwilling / Virtual Engineering – Optimierung realer Systeme durch Simulationen
- Systemmodernisierung – Legacy-Systeme erfolgreich in die digitale Zukunft bringen

### Engineering-Disziplinen
- Creativity- und Requirements-Engineering
- System- und Software-Architektur
- Data Science, Data Analytics und Data Engineering
- Entwicklungsprozesse
- Datensicherheit (Security) und Datensouveränität
- Funktionale Sicherheit (Safety)
- User Experience

## Geschäftsfelder und Forschungsprogramme
Ein vorrangiges Ziel der Fraunhofer-Gesellschaft ist die nachhaltige Verankerung wissenschaftlicher Forschungsergebnisse in der industriellen Anwendung. Hierfür existieren vier Geschäftsfelder und drei Forschungsprogramme des Fraunhofer IESE, welche die Anwendungsdomänen der Industriekunden abbilden und in denen die wissenschaftlichen Erkenntnisse der Fachabteilungen zur praktischen Anwendung kommen.

### Geschäftsfelder
- Automotive & Mobility
- Produktion
- Smart City & Smart Region
- Digital Business

### Forschungsprogramme
- Smart Farming
- Digital Healthcare
- Autonomous Systems

## Auszeichnungen
- Gewinner des Spitzencluster-Wettbewerbs des BMBF – mit dem Software-Cluster Softwareinnovationen für das digitale Unternehmen – SINNODIUM
- Ausgewählter Ort 2012 – für das Projekt Zentraler Landesweiter Behandlungskapazitätsnachweis ZLB des am Fraunhofer IESE angesiedelten Deutschen Zentrums für Notfallmedizin und Informationstechnologie DENIT
- Innovationspreis der European Association of Research and Technology Organisations EARTO 2014 – für[4] IND2UCE – Integrated Distributed Data Usage Control Enforcement (neu entwickeltes Schutzprogramm für Daten)
- Ausgewählter Ort 2014 – für das Projekt[5] Smart Rural Areas – Intelligente Technologien für das Land von morgen
- 2015 IEEE Software Engineering Distinguished Synergy Award
- 2017 Joseph-von-Fraunhofer-Preis »Technik für den Menschen« für SUSI TD (Sicherheit und Unterstützung für Senioren durch Integration von Technik und Dienstleistungen)

## Außenstellen
International vernetzt ist das Fraunhofer IESE mit einer Außenstelle in den USA – dem sogenannten Fraunhofer Center for Experimental Software Engineering (CESE) in Maryland. Eine weitere Außenstelle in Kanada befindet sich derzeit in Planung.

## Kooperationen
- Bitkom e. V.
- Commercial Vehicle Cluster Südwest (CVC)
- Deutsches Institut für Normung e. V.
- DLG e. V. (Deutsche Landwirtschafts-Gesellschaft)
- Gesellschaft für Systems Engineering e. V. (GfSE)
- GI e. V. – Gesellschaft für Informatik
- ISERN – International Software Engineering Research Network
- Industrial Digital Twin Association e. V. (IDTA)
- Plattform Industrie 4.0
- ProSTEP ivip e. V.
- SIAK – Science & Innovation Alliance Kaiserslautern
- Softwareforen Leipzig
- VDI – Verein Deutscher Ingenieure e. V.
- ZD.B (Zentrum Digitalisierung Bayern)
- Netzwerke und Verbünde der Fraunhofer-Gesellschaft (siehe Jahresbericht 2021/2022 S. 71)